# Eilema unita
Eilema unita är en fjärilsart som beskrevs av Eugen Johann Christoph Esper 1786. Eilema unita ingår i släktet Eilema och familjen björnspinnare. Inga underarter finns listade i Catalogue of Life.